# Mary Douglas Tindale
Mary Douglas Tindale, född den 19 september 1920 i Randwick, New South Wales, död den 31 mars 2011 i Sydney, New South Wales, var en australisk botaniker som var specialiserad på ormbunksväxter samt akaciasläktet och sojabönssläktet.
Auktorsnamnet Tindale kan användas för Mary Douglas Tindale i samband med ett vetenskapligt namn inom botaniken; se Wikipediaartiklar som länkar till auktorsnamnet.